# 高城元気
高城 元気（たかぎ もとき、1980年10月4日 - ）は、日本の声優、舞台俳優。アイムエンタープライズ所属。神奈川県出身。

## 略歴
中学に進学していたばかりだった頃、夜は布団にもぐりながらラジオを聞くのが楽しみだった。ある日、ラジオを付けていたところ当時放送されていたテレビアニメ『スレイヤーズ』のオープニング曲が流れてきた。その時、ラジオで喋っていた人物が林原めぐみで、その曲も林原が歌っていた。それで職業としての声優は「アニメに声が入れるだけじゃなくて、ラジオで喋ったり、歌も歌ったり、いろんな活動があるんだな」と意識するようになった。最初に知ったのが林原だったのと、声優について色々調べていくうちに業界には色々プロダクションがあることがわかり、高城自身が調べていた声優たちがわりとアーツビジョン所属の人物が多かった。それでアーツビジョンに所属したかったため、日本ナレーション演技研究所に決めた。演技の勉強は同演技研究所でゼロから始めたため、当初は周囲を見て「すごいなぁ」と思ってばかりだったという。
2006年まで年1回行われていた「アーツビジョン無料新人育成オーディション」に合格し、15期特待生として日本ナレーション演技研究所を経て、アイムエンタープライズ所属となった。

## 人物
下野紘とは親友であり、「声優グランプリ」の「マジトモ。」で紹介された。下野とはよく飲みに行ったり、食事に行ったり、家に招待されたりしている。その模様がよくブログにて紹介される。他にも『PERSONA -trinity soul-』等で共演していた岡本信彦、代永翼、田坂秀樹、そのオープニングテーマを歌った喜多修平と親交がある。
趣味はカラオケ、ジャズダンス。特技は剣道、はやし太鼓、踊り。資格は剣道二段、普通自動車免許。

## 出演
太字はメインキャラクター。

### テレビアニメ
2003年
- プリンセスチュチュ（ウマズラコーモリノ助）
- 犬夜叉（弥勒の少年時代）

2004年
- グレネーダー 〜ほほえみの閃士〜（風龍王）
- それいけ!ズッコケ三人組（長岡保）
- 双恋（二見望）

2005年
- うえきの法則（足立駿夫）
- ギャラリーフェイク（菊島春雄）
- だめっこどうぶつ（うる野）
- ポケットモンスター アドバンスジェネレーション（コロク）
- LOVELESS（新井ミドリ）

2006年
- あたしンち（2006年 - 2009年、男子生徒、生徒A、TVの声、教員、長井、男子B 他）
- クレヨンしんちゃん（2006年 - 、青年、野良ピーマン、テッペン、又兵衛、少年、ノエルくん）
- 出ましたっ!パワパフガールズZ（セロリモンスター）
- ドラえもん（テレビ朝日版第2期）（2006年 - 、茂手もて夫（初代）、黒ネコ、ガリベン、火星人）
- パピヨンローゼ New Season（栗本）

2007年
- ef - a tale of memories.（2007年 - 2008年、麻生蓮治） - 2シリーズ
- CLAYMORE（ラキ、妖魔A）
- 蒼天の拳（少年期の潘光琳）
- 逮捕しちゃうぞ フルスロットル（矢野）
- 地球へ…（ジョナ・マツカ）
- メイプルストーリー（レジー、Jr.ウェンディゴ、盗賊、商人、魔法族の少年）

2008年
- かたつむリンピック（チップ）
- 鉄腕バーディー DECODE（2008年 - 2009年、羽沢昌之） - 2シリーズ
- ネオ アンジェリーク Abyss（カイ）
- のらみみ2（1141グラム）
- ハヤテのごとく!（クラスメイト男子）
- 秘密 〜The Revelation〜（平井学）
- PERSONA -trinity soul-（瀬能壮太郎）
- ONE OUTS -ワンナウツ-（胡桃沢浩二）

2009年
- 青い文学シリーズ「人間失格」（少年葉蔵）
- 明日のよいち!（水薙汐丸）
- ご姉弟物語（男子生徒B、青春団B）
- 蒼天航路（曹仁〈子供時代〉）
- ぼくチロ!（クリ）

2010年
- スティッチ! 〜ずっと最高のトモダチ〜（チームメイト、男子、生徒、ヒート、キーパー 他）
- 探偵オペラ ミルキィホームズ（2010年 - 2018年、森・アーティ、謎の新人歌手） - 2シリーズ + 特別編3作品
- ちゅーぶら!!（コータ）

2011年
- 忍たま乱太郎（2011年 - 2022年、山本陣内〈3代目〉、山田利吉〈12歳の頃・回想〉）
- HUNTER×HUNTER（第2作）（2011年 - 2014年、セドカン、ヂートゥ）
- 輪るピングドラム（ソウヤ）

2012年
- エリアの騎士（錦織豊）
- 新世界より（伊東守〈14歳〉）
- BRAVE10（由利鎌之介）

2013年
- 宇宙戦艦ヤマト2199（星名透）※2012年劇場先行公開
- 聖闘士星矢Ω（レア）
- 魔界王子 devils and realist（アイザック・モートン）
- ムシブギョー（由利鎌之介）

2014年
- 人生相談テレビアニメーション「人生」（大場陽一）

2016年
- 金田一少年の事件簿R（梨村亮）
- 坂本ですが?（こういち）

2017年
- ちびまる子ちゃん（斉藤）

2018年
- 千銃士（フルサト）

2021年
- ポケットモンスター（ヤバシ）

2022年
- 名探偵コナン（中村隆司）

2024年
- 最強タンクの迷宮攻略〜体力9999のレアスキル持ちタンク、勇者パーティーを追放される〜（シナニス）

### 劇場アニメ
- クレヨンしんちゃん 嵐を呼ぶ 歌うケツだけ爆弾!（2007年、隊員）
- クレヨンしんちゃん オタケベ!カスカベ野生王国（2009年、SKBEボーイズ）
- 劇場版 探偵オペラ ミルキィホームズ〜逆襲のミルキィホームズ〜（2016年、森・アーティ）

### OVA
- きらめき☆プロジェクト（2005年 - 2006年、トト）
- 好きなものは好きだからしょうがない!!（2005年、椎名廉〈大人〉）
- ZOMBIE-LOAN 特別編（2008年、犬走全）
- SUPERNATURAL: THE ANIMATION（2011年、チャーリーの仲間）
- 宇宙戦艦ヤマト2202 愛の戦士たち（2017年、星名透[18]）

### Webアニメ
- ヘタリアシリーズ（2010年 - 2015年、香港） - 3シリーズ
- ホイッスル!（ボイスリメイク版）（2016年、椎名翼[19]）
- 神酒ノ尊-ミキノミコト-（2018年 - 2019年、國稀[20][21])

### ゲーム
2001年
- Apocripha/0（アレクサンドル・パストゥール）
- ヘルミーナとクルス 〜リリーのアトリエ もう一つの物語〜（クルス）

2004年
- CherryBlossom 〜チェリーブロッサム〜（二ノ宮遥夏）
- 帝国千戦記（彰欄）

2005年
- サムライスピリッツ 天下一剣客伝（2005年 - 2008年、緋雨閑丸、首斬り破沙羅）
- 死神修行はじめました。（パーム）
- STAMP OUT（田中純哉）

2006年
- うえきの法則 倒すぜロベルト十団!!（足立）
- 風の殺意 - It's a long way round -（笹森至）
- スーパーマリオストライカーズ（ハンマーブロス）
- テイルズ オブ ザ テンペスト（カイウス・クオールズ）
- テイルズ オブ ファンタジア -フルボイスエディション-（レアード王子）
- Laughter Land（アビー）

2007年
- ウィル・オ・ウィスプ（2007年 - 2009年、ホブルディ） - 4作品
- セイント・ビースト 〜螺旋の章〜（妖魔リク）
- マリオストライカーズ チャージド（ハンマーブロス）
- マリオパーティ8（ハンマーブロス）
- マリオパーティDS（ハンマーブロス）

2008年
- スーパーマリオスタジアム ファミリーベースボール（ハンマーブロス、ブーメランブロス、ファイアブロス）

2009年
- テイルズ オブ ザ ワールド レディアント マイソロジー2（カイウス・クオールズ）
- テイルズ オブ バーサス（カイウス・クオールズ）

2010年
- ef - a fairy tale of the two.（麻生蓮治）
- スーパーマリオギャラクシー2（ハンマーブロス、ブーメランブロス）
- TAKUYO Mix Box 〜ファーストアニバーサリー〜（二ノ宮遥夏）

2011年
- スーパーマリオ 3Dランド（ハンマーブロス、ブーメランブロス）
- テイルズ オブ ザ ワールド レディアント マイソロジー3（カイウス・クオールズ）

2012年
- テイルズ オブ ザ ヒーローズ ツインブレイヴ（カイウス・クオールズ）
- マリオパーティ9（ハンマーブロス、ファイアブロス）
- 嫁コレ（由利鎌之介）

2013年
- Z/X 絶界の聖戦（ムフロン）
- スーパーマリオ 3Dワールド（ハンマーブロス、ブーメランブロス、ファイアブロス）

2014年
- テイルズ オブ ザ ワールド レーヴ ユナイティア（カイウス・クオールズ）
- ぷよぷよ!!クエスト（2014年 - 2022年、ニジイルカ、ミリアム）

2015年
- ドラゴンボール ゼノバース（タイムパトローラー）

2016年
- クイズRPG 魔法使いと黒猫のウィズ（ロニール・クム）
- ドラゴンボール ゼノバース2（タイムパトローラー）

2017年
- 刀剣乱舞 ONLINE（毛利藤四郎）
- 嘘月シャングリラ（ヨルム〈少年〉）

2018年
- 千銃士（フルサト）
- テイルズ オブ ザ レイズ（カイウス・クオールズ）

2023年
- キューピット・パラサイト -Sweet & Spicy Darling.-（ゼウス）

### ドラマCD
- Vie Durant シリーズ（衛夢）
- Party（代々木歩〈GAYA〉）
- LOVELESS シリーズ（新井ミドリ）
- Axis powers ヘタリア（香港）ヘタリア2＆月刊コミックバーズ連動応募者全員サービス

2001年
- Apocripha/0 〜Blue Tail in the Cross〜（アレクサンドル・パストゥール）

2002年
- Candy-Store「Kura Kura!」（三ッ橋はじめ）

2004年
- Characters Refine（新城真琴）

2006年
- あえかなる世界の終わりに（斑鳩虎太郎）
- 君と僕。 高校生篇1（バスケ部員）
- 豪放ライラック（曽我部莉苑）※コミックス第4巻限定版特典
- ZOMBIE-LOAN（犬走全）
- チョコミミ（ムム）※りぼん2005年12月号応募者全員サービス
- Death&Angel Miduki's Last Judgment（クルス）
- 魔界戦記ディスガイア2 ドラマCD1 〜魔王降臨編〜（プリニー隊）

2007年
- Apocripha/0 〜Passion Flower〜（アレクサンドル・パストゥール）
- 黒執事 初代ドラマCD版（フィニアン）
- 小鳩町から散弾銃（井上雅俊）
- テイルズ オブ ザ テンペスト（カイウス・クオールズ）
- DRUG-ON（ピーター）
- ヤングガン・カルナバル（日向流毅）

2008年
- ウィル・オ・ウィスプ ドラマCD 〜クリスマスの軌跡〜（ホブルディ）

2009年
- アニメイト・コンシェルジュ Voice Section I（桃水優津樹）
  - アニメイト・コンシェルジュ MINI Voice Section I 特訓編（桃水優津樹）

- Doubt（柴田隆人）
- 楽園のうた ドラマCD 第1巻（楠木遥）

2010年
- キミとWonder★Kiss! ドラマCD 〜ようこそ!愛と幻想のワンダーランドへ!〜（トモちゃん〈八千代智〉）

2014年
- 魔界王子 devils and realist ドラマCD「胸キュン ラヴリックスクール〜文化祭編〜」（アイザック・モートン）※コミックス10巻限定版

### BLCD
- 愛人☆淫魔（藍羅蕗巳生）
- 間の楔III 〜RESONANCE〜（レイ）
- 苺王子1、2（ラズ・ベリー）
- 王子様☆ゲーム（朱牙）
- 王子と小鳥（幼少時のハーリド）
- オレ様には敵わない（久賀真実）
- 重ねる指先（小宮大輝）
- 危険な保健医カウンセラー（河合静）
- きみには勝てない!（酉島雄飛）
- Candy-Store（三ツ橋はじめ）
- 傲慢で一途な欲望（各務祥人）
  - 傲慢で残酷な純情
- 子供はなんでも知っている（呉清一郎）
- さあ 恋におちたまえ  1 - 4（坂下あゆむ）
- さよならを言う気はない（周藤睦）
- しのぶこころは（すばる）
- シュガーコード（サクラ）
- 好きなものは好きだからしょうがない!! シリーズ（椎名廉）
- Sexy Boy's（同元晶）
  - 僕と司書さん－Sexy Boy's外伝－（堂本晶）
- STAMP OUT（田中）
  - Another World STAMP OUT 田中純哉編（田中純哉）
  - shootist－シューティスト－（田中純哉）
- たとえこの恋が罪であっても（アレクサンダー・ヴィクター・ステイプルトン）
- 喰蝶花（アイビス・ベリーロード）
- 眠れる森の王子様（レオン王子）
- ニュースセンターの恋人（小島柚希）
- ハチミツ浸透圧（バスケ部員1）
- 花嫁衣装はだれが着る!?（間宮由月）
  - セーラー服は誰が着る!?
- FLESH＆BLOOD 1、4（シリル・モーズリー）
- 乱れそめにし（藤）
- 蜜と十字架〜Honey and Cross〜（真人）
- 昔、男ありけり…。（源義秋）
- 百合ヶ丘学園 シリーズ（北条陣）
  - ハートもエースも僕のもの
  - きみだけのプリンスになりたい
  - スペードのキングも僕のもの
- 楽園のうた 第1・2巻（楠木遥）
- ワガママ王子に御用心（マハティール〈子供時代〉）

### 吹き替え

#### 映画
- ハリー・ポッターとアズカバンの囚人（2004年、生徒）
- 彼女はモンスター・ファイター（2012年、ヘンリー）

#### ドラマ
- WITHOUT A TRACE/FBI 失踪者を追え!（2005年、ピート）
- スイート・ライフ

### ナレーション
- 熱血バスケ（2017年11月6日 - 2023年6月、NHK）

### 特撮
- 宇宙戦隊キュウレンジャー（2017年、ウンジェットの声）

### ビデオ
- オトメイトパーティー♪ in メルパルクホール（2008年5月24-25日）Live DVD ※収録は24日の回のみ。

### ラジオ
- BL-PARADISE（2004年 - 2006年）
- 元気と達央のMYSTIC OPERATION COMPANY（2004年 - 2006年）
- VOICE CREW（2005年）
- かわ▼コミっ（2006年 - 2007年）

### ラジオドラマ
- TBSラジオ エブ★ラジ 夜の連続スマホ小説「俺が守ってやるよ。」[28]
- ポケクリ! ケータイ小説放送局 楽園のうた（楠木遥）

### デジタルコミック
- VOMIC CRASH!（緑川一彦）

### 舞台
- 俺たちは志士じゃない（沖田総司）
- CALLING（市村鉄之助）
- FOUR FOR YOU! 夢と希望をゲットだぜ!（2005年7月）沢村光役
- 伝承歌劇団ロックミュージカル「蒼き王と紅の王〜Legend of Re:vitalize〜」（2007年8月4日・5日）蒼き大河の国の王太子カイル役
- 伝承歌劇団ロックミュージカル「終わりの刻、はじまりの歌〜光のレオと闇のシグマ〜」（2008年8月）闇の使徒シグマ役
- インセクトメモリシリーズ（blue cast）細羽葵真役
  - larval Memory（2008年9月）
  - Pupal Memory（2009年2月）
  - imago Memory（2009年12月）
- 敏腕組!（2009年12月）
- LOVE LETTERS（2010年6月、朗読劇）
- FROG ━新撰組寄留記━（2010年7月）山崎烝役
- 蒼穹のファフナー 〜FACT AND RECOLLECTION〜（2010年12月）皆城総士役
- オタッカーズ・ハイ（2011年4月）
- トライフルエンターテインメントプロデュース「蒼空時雨」（2011年7月12日 − 18日）

### その他コンテンツ
- ゆりかもめ東京臨海新交通臨海線・駅構内音声案内アナウンス - 東京国際クルーズターミナル駅（旧船の科学館駅）
- 着信ボイス ぼくとわたしの恋愛事情（アレクセイ）
- 田村ゆかり LOVE❤︎LIVE 2015 Spring *Sunny Side Lily*（花の妖精）

## ディスコグラフィ

### キャラクターソング
| 発売日         | 商品名                                                     | 歌 | 楽曲                   | 備考                                              |
| -------------- | ---------------------------------------------------------- | --- | ---------------------- | ------------------------------------------------- |
| 2005年9月24日  | Drama Album Vie Durant 5 [Prince Noir-apres-]              | 衛夢（高城元気） | 「Hello It's Me」      | ドラマCD『Vie Durant』エンディングテーマ          |
| 2012年9月26日  | ヘタリア DIGITAL SINGLE THE BEST ぷらす α                  | 香港（高城元気） | 「マジ感動☆香港Night」 | Webアニメ『ヘタリア World Series』関連曲          |
| 2013年11月6日  | From Stratford with Love                                   | アイザック（高城元気） | 「みんなともだち」     | テレビアニメ『魔界王子 devils and realist』関連曲 |
| 2015年11月6日  | ヘタリア The World Twinkle キャラクターCD Vol.8 中国・香港 | 香港（高城元気） | 「開心☆ナイス街」      | Webアニメ『ヘタリア The World Twinkle』関連曲     |
| 2018年12月19日 | Noble Bullet 10 火縄銃グループ&黒船グループ                | フルサト（高城元気） | 「HOME」               | ゲーム『千銃士』関連曲                            |
| 2020年7月24日  | 春夏秋冬、宵の宴                                           | 越乃寒梅（高橋広樹）、玉乃光（新井良平）、澤乃井（松風雅也）、金亀（竹本英史）、れいざん（阿座上洋平）、出羽桜（三浦祥朗）、國稀（高城元気）、獺祭（猪股慧士） | 「春夏秋冬、宵の宴」   | 『神酒ノ尊-ミキノミコト-』テーマソング            |